# Jaime Errázuriz
Jaime Randolf Errázuriz Zañartu (* 3. August 1923 in San Clemente; † 15. Januar 2011 in Providencia) war ein chilenischer Skirennläufer.

## Karriere
Errázuriz war 1948 Teil der ersten chilenischen Mannschaft die an Olympischen Winterspielen teilnahm. Als bestes Ergebnis erreichte er den 52. Platz in der Kombination. Dies sollte zugleich sein bestes Ergebnis bei einem internationalen Großereignis bleiben, denn sowohl bei den Weltmeisterschaften 1950 als auch den Olympischen Winterspielen 1952 konnte Errázuriz dieses Ergebnis nicht übertreffen.

## Privates
Sein Bruder Canuto Errázuriz war ebenfalls als Skisportler aktiv.

## Erfolge

### Olympische Winterspiele
- St. Moritz 1948: 52. Kombination, 78. Abfahrt, DNF Slalom
- Oslo 1952: 62. Slalom, 68. Abfahrt, 76. Riesenslalom

### Weltmeisterschaften
- St. Moritz 1948: 52. Kombination, 78. Abfahrt, DNF Slalom
- Aspen 1950: 54. Slalom, 60. Riesenslalom
- Oslo 1952: 62. Slalom, 68. Abfahrt, 76. Riesenslalom